# Streetpunk
Streetpunk är en musikstil. Innan Oi! fick sitt namn kallades den för Streetpunk. Begreppet streetpunk förknippas numer med grupper som the Casualties och Dropkick Murphys. De flesta streetpunkbanden har oftast Spikes, tuppkammar eller uppsprättat hår formad som en boll. Dessutom Skinnjackor med nitar och ett eget tryck, bandlogga(or), på ryggen. Street-punken är störst i USA men finns runt om i världen, i Sverige är det mer Crust, Kängpunk och Trallpunk som är större intresse av. Klart finns Street-punken här men inte i samma mängd. Senaste spelning av The Casualties i Sverige var i numera nedlagda "Augusti buller" 2007.

## Varianter
Det finns tre typer av Streetpunk: 
1. Streetpunken som senare kallades Oi!
2. Neo-Streetpunk: Oi! blandat med Punk, hardcore och klassisk rock.
3. Streetcore, snabb och aggressiv punk, representerad av band som The Casualties eller A Global Threat.

## Band

### Neo-Streetpunk
- Tom & the Bootboys
- Lower Class Brats
- Blanks 77
- Devotchkas
- Funeral Dress
- Oxymoron
- Defiance
- Radio 69

### Streetcore & ChaosPunk
- The Casualties
- A Global Threat
- Clit 45
- Cheap Sex
- Total Chaos
- Cropknox
- The Unseen
- Endless Struggle
- Intothebaobab
- The Abuse
- The Havoc
- The Virus
- The Nerve Agents
- Unit Lost
- Deadline
- Monster Squad
- Action
- Career oldiers
- Attack Position